# Skoki na trampolinie indywidualnie kobiet na Letnich Igrzyskach Olimpijskich 2008
Skoki na trampolinie kobiet na Letnich Igrzyskach Olimpijskich 2008 rozegrane zostały na Krytym Stadionie Narodowym.

## Terminarz
Wszystkie godziny są podane w czasie pekińskim (UTC+08:00)
| Data             | Godzina |              |
| ---------------- | ------- | ------------ |
| 16 sierpnia 2008 | 10:57   | Kwalifikacje |
| 18 sierpnia 2008 | 20:15   | Finał        |

## Wyniki

### Kwalifikacje
| Pozycja | Zawodnik            | Układ obowiązkowy | Układ dowolny | Kara | Łącznie | Uwagi |
| ------- | ------------------- | ----------------- | ------------- | ---- | ------- | ----- |
| 1.      | He Wenna            | 30,10             | 37,10         |      | 67,20   | Q     |
| 2.      | Irina Karawajewa    | 29,70             | 36,70         |      | 66,40   | Q     |
| 3.      | Rosannagh MacLennan | 29,90             | 36,10         |      | 66,00   | Q     |
| 4.      | Karen Cockburn      | 28,60             | 37,00         |      | 65,60   | Q     |
| 5.      | Luba Golowina       | 28,70             | 36,20         |      | 64,90   | Q     |
| 6.      | Ołena Mowczan       | 28,10             | 36,70         |      | 64,80   | Q     |
| 7.      | Anna Dogonadze      | 29,70             | 34,60         |      | 64,30   | Q     |
| 8.      | Yekaterina Xilko    | 29,10             | 34,80         |      | 63,90   | Q     |
| 9.      | Tatsiana Piatrenia  | 28,60             | 35,20         |      | 63,80   | R1    |
| 10.     | Claire Wright       | 29,10             | 34,00         |      | 63,10   | R2    |
| 11.     | Natalja Czernowa    | 29,00             | 34,00         |      | 63,00   |       |
| 12.     | Haruka Hirota       | 28,50             | 34,10         |      | 62,60   |       |
| 13.     | Erin Blanchard      | 27,10             | 33,80         |      | 60,90   |       |
| 14.     | Huang Shanshan      | 30,00             | 29,00         |      | 59,00   |       |
| 15.     | Lenka Popkin        | 25,80             | 31,80         |      | 57,60   |       |
| 16.     | Ana Rente           | 27,10             | 4,50          |      | 31,60   |       |

### Finał
| Pozycja | Zawodnik            | Trudność | Wykonanie | Kara | Łącznie |
| ------- | ------------------- | -------- | --------- | ---- | ------- |
| złoto   | He Wenna            | 14,5     | 23,3      |      | 37,80   |
| srebro  | Karen Cockburn      | 14,4     | 22,6      |      | 37,00   |
| brąz    | Yekaterina Xilko    | 14,4     | 22,5      |      | 36,90   |
| 4.      | Ołena Mowczan       | 13,9     | 22,7      |      | 36,60   |
| 5.      | Irina Karawajewa    | 14,7     | 21,5      |      | 36,20   |
| 6.      | Luba Golowina       | 13,3     | 22,8      |      | 36,10   |
| 7.      | Rosannagh MacLennan | 14,4     | 21,1      |      | 35,50   |
| 8.      | Anna Dogonadze      | 8,2      | 10,7      |      | 18,90   |